# Михаил (Диловский)
Епископ Михаил (в миру Тошо Николаев Диловский, болг. Тошо Николаев Диловски; род. 9 февраля 1981, Русе) — епископ Болгарской православной церковь, епископ Константийский, викарий Ловчанской митрополии.

## Биография
Родился 9 февраля 1981 года в Русе в многодетной православной болгарской семье. Начальное образование получил в Училище им Христо Ботева в Мездра, а среднее — в Естественно-математической гимназии имени академика Ивана Ценова в городе Враца по профилю «физика». В 2005 году окончил Богословский факультет Софийского университета со степенью бакалавра, после чего продолжил обучение там же в магистратуре по программе «церковно-социальное служение».
В 2006 году митрополитом Ловчанским Гавриилом (Диневым) направлен послушником в Чекотинский монастырь. За это время у него созрела идея полностью посвятить себя Богу. В 2010 году окончил богословский факультет Софийского университета им. Климента Охридскиого со степенью магистра теологии. В том же году он был отправлен на послушание в греческий монастырь Параклито со святогорским уставом, где его усердие в вере ещё больше укрепилось.
9 апреля 2011 в Чекотинском монастыре митрополитом Гавриилом пострижен в малую схиму с именем Михаил. 8 июля 2012 года в Ловече тем же архиереем рукоположен в сан диакона. 22 июля 2012 года в Ловече тем же архиереем рукоположен в сан священника.
9 ноября 2020 года в Чекотинском монастыре митрополитом Гавриилом был возведён в сан архимандрита.
20 сентября 2021 года единогласным решением Священного Синода Болгарской православной церкви избран епископом Константийским, викарием Ловчанской митрополии.
26 сентября 2021 года в кафедральном храме святых Кирилла и Мефодия в городе Ловеч состоялась его епископская хиротония, которую совершили: митрополитом Ловчанский Гавриил (Динев), митрополит Неврокопский Серафим (Динков), митрополит Старозагорский Киприан (Казанджиев), митрополит Врачанский Григорий (Цветков), митрополит Видинский Даниил (Николов), митрополит Доростольский Иаков (Дончев), епископов Мельникский Герасим (Георгиев), епископ Знепольский Арсений (Лазаров), епископ Агатопольский Иерофей (Косаков).
После митрополита Сливенского Иоанникия на епархиальных выборах в Сливене 18 февраля 2024 года епископ Михаил был избран и выдвинут вместе с епископом Агатопольским Иерофеем (Косаковым) кандидатом на должность  митрополита Сливенского, но 24 февраля 2024 года Священный Cинод БПЦ на внеочередном заседании объявить выборы недействительными.